# Брало ди Прегола
Бра̀ло ди Прѐгола (на италиански: Brallo di Pregola, на местен диалект: Bral ed Preigöra, Брал ед Прейгьора) е село и община в Северна Италия, провинция Павия, регион Ломбардия. Разположено е на 952 m надморска височина. Населението на общината е 585 души (към 2017 г.).